# Rose Lodge
Rose Lodge es un lugar designado por el censo ubicado en el condado de Lincoln en el estado estadounidense de Oregón. En el año 2000 tenía una población de 1,708 habitantes y una densidad poblacional de 69 personas por km².

## Geografía
Rose Lodge se encuentra ubicado en las coordenadas 45°0′37″N 123°52′49″O / 45.01028, -123.88028.

## Demografía
Según la Oficina del Censo en 2000 los ingresos medios por hogar en la localidad eran de $39,214 y los ingresos medios por familia eran $43,250. Los hombres tenían unos ingresos medios de $31,759 frente a los $19,957 para las mujeres. La renta per cápita para la localidad era de $18,297. Alrededor del 13.5% de la población estaban por debajo del umbral de pobreza.